# Beautiful Things
Beautiful Things è un film musical-documentario del 2017, scritto, diretto e musicato da Giorgio Ferrero, con la co-regia e la direzione della fotografia di Federico Biasin e la co-composizione musicale di Rodolfo Mongitore. Presentato in anteprima alla 74ª Mostra del Cinema di Venezia.

## Accoglienza
Il film, prodotto dalla Biennale di Venezia all'interno del programma Biennale College Cinema, è stato tradotto in oltre 15 lingue, ha ricevuto diversi premi e nomination in tutto il mondo ed è stato presentato in oltre 90 Festival in tutto in mondo. Il film, prodotto dallo studio Mybosswas di Torino, è distribuito in Italia da Wanted distribuzione e all'estero da   Filmotor. Nel 2019 il film inizia una nuova tournée internazionale che prevede l'esecuzione della colonna sonora dal vivo.

## Riconoscimenti
1. 74th Venice Film Festival, Best Italian movie (Arca jury, under 26), 2017
2. Venice Biennale College, winner 2017
3. CPH:DOX, Copenaghen, Next Wave Award 2018
4. IDF West Lake International Documentary Film Festival 2018, Hangzou, Nomination Film of the year
5. Moscow International Documentary Film Festival, Best Soundtrack, 2019
6. Houston World Film Fest., Best Innovative Film
7. SIMA Los Angeles, Winner Best Stylistic Achievement
8. 10 Short list nomination, Best Documentary, David di Donatello 2019
9. Taipei International Film Festival, Nomination Best Film, International New Talent Competition
10. Fabrique du Cinéma Award 2019, best documentary award, 5 short list nomination
11. Annecy Cinéma Italien, Special Jury prize, 2018
12. Grenoble Cinéma Italien, Special Jury prize, 2018
13. Salina Doc Fest, Jury Special Mention, 2018
14. Shorts International Film Festival, Mymovies Award 2019
15. Founder’s Eclisse Award Chicago Arthouse Film Festival
16. Myart Int Film Fest, Jury Special Mention, 2018
17. Ecozine Int Film Fest, Jury Special Mention, 2018